# Campeonato Piauiense de Futebol de 1977
O Campeonato Piauiense de Futebol de 1977 foi o 37º campeonato de futebol do Piauí. A competição foi organizada pela Federação Piauiense de Desportos e o campeão foi o Ríver.

## Premiação
| Campeonato Piauiense de Futebol de 1977 |
| --------------------------------------- |
| RÍVER Campeão (17º título)              |